# Ágota Gábor
Ágota Gábor (Sopron, 1959. január 28. – Sopron, 2009. december 19.) politikus, országgyűlési képviselő.

## Élete, pályafutása
Középiskolai tanulmányait a soproni Kempelen Farkas Gépipari Technikumban végezte 1973-tól 1977-ig.
1981-ben a Bánki Donát Gépipari Műszaki Főiskolán általános gépész üzemmérnöki oklevelet szerzett, majd később vállalkozói gazdasági szakmérnöki másoddiplomát. 1990. április 1-jén lépett be a Fideszbe, az év őszén tagja lett Sopron közgyűlésének.1993-tól 1994-ig Sopron város alpolgármestere volt. Az 1998-as országgyűlési választáson a Fidesz egyéni jelöltjeként a választások második fordulójában, Győr-Moson-Sopron megye 6. sz. Kapuvár központú választókerületében egyéni mandátumot szerzett.
2002-ben a FIDESZ-MDF közös listájáról szerzett mandátumot. Tagja volt a honvédelmi, a környezetvédelmi, a gazdasági bizottságnak, dolgozott az informatikai és infrastruktúra-fejlesztési albizottságban, az önkormányzati és rendészeti bizottságban. 1998 őszétől a Polgári Szövetség – Fidesz-MDF-MDNP-MKDSZ jelöltjeként ismét Sopron város gazdasági ügyekkel foglalkozó alpolgármestereként tevékenykedett 2002-ig. A 2006-os választásokon nem indult. Saját vállalkozásában dolgozott, pénzügyi tanácsadóként tevékenykedett. Halálát súlyos műtétet követően fellépő, váratlan tüdőembólia okozta.